# Partito Socialista Italiano
Der Partito Socialista Italiano (PSI) (deutsch Italienische Sozialistische Partei) war eine italienische Partei, die sich der sozialistischen Arbeiterbewegung zurechnete. Sie wurde 1892 als sozialdemokratische Partei in Genua gegründet. Bis 1893 hieß sie Partito dei Lavoratori Italiani (Partei der italienischen Arbeiter).

## Gründungsphase und Anfangsjahre der Partei bis 1914

Filippo Turati forcierte 1892 den Zusammenschluss diverser sozialistischer Strömungen zur einheitlichen Partei

Um 1889 setzten in Italien Repressionen gegen den Partito Operaio (Arbeitspartei) ein. Dies war Auslöser für Filippo Turati, den Zusammenschluss aller sozialistischen Organisationen des Landes in einer einzigen Partei anzustreben. Der Partito dei Lavoratori Italiani wurde im Verlauf des Sozialistenkongresses in Genua am 14. und 15. August 1892 gegründet. Die Partei entstand aus der Fusion von:
- Partito Operaio Italiano (gegründet 1882)
- Lega Socialista Milanese (gegründet 1892)
- etliche weitere Gruppierungen mit sozialistisch-marxistischer Ausrichtung

Im Zuge des 2. Parteikongresses, der vom 8. bis 10. September 1893 in Reggio nell’Emilia stattfand, fusionierte die Partei mit der Partito Socialista Rivuluzionario Italiano und änderte ihren Namen auf Partito Socialista dei Lavoratori Italiani (PSLI). Im Jänner 1895 erhält die Partei schließlich den Namen Partito Socialista Italiano (PSI).
Turati warb er in seiner Zeitschrift Critica sociale und distanzierte sich dabei deutlich von dem zu dieser Zeit in Italien einflussreichen Anarchismus, stattdessen orientierte er sich an der deutschen Sozialdemokratie. Neben ihm gilt Antonio Labriola, der seit 1873 als Hegelianer Philosophie in Rom lehrte und ein eigenständiger Interpret des Marxismus war, als Gründungsvater der Partei. Als Folge der zahlreichen Arbeitskämpfe der 1880er Jahre fanden beide zusammen. Allerdings konnten inhaltliche Differenzen nie ganz ausgeräumt werden. Dies war einer der Ursprünge für die späteren zahlreichen Spaltungen der Partei. Der zentrale Konflikt war dabei das Verhältnis zu den bürgerlichen Demokraten. Während Turati eine partielle Zusammenarbeit nicht ausschloss, hielt Labriola die Gegensätze zwischen Bürgertum und Proletariat für unüberbrückbar.
Auf dem Gründungskongress der Partei 1892 in Genua wurde ein marxistisches Programm angenommen, dem auch Turati zustimmte. Ein Jahr später nahm die Partei den Namen Partito Socialista Italiano an. Damit war eine neuartige, offensiv und effektiv auftretende Partei entstanden. Ohne eine vergleichbare Organisation versuchten die bürgerlichen Regierungen, die Sozialisten im folgenden Jahrzehnt mit Repressionen zu bekämpfen. Vom damaligen Ministerpräsidenten Italiens, Francesco Crispi, wurden ab 1894 Ausnahmegesetze gegen die Sozialisten durchgesetzt. Ähnlich wie das Sozialistengesetz in Deutschland blieben diese Versuche, die Partei auf dem Weg der Gesetzgebung zu bekämpfen, weitgehend wirkungslos.
Im Jahr 1896 wurde als Organ der Partei die Zeitschrift Avanti! (Vorwärts!) unter Leonida Bissolati gegründet. Vier Jahre später kam der PSI im italienischen Parlament auf 32 Mandate. In den Jahren 1901 bzw. 1906 wurden die beiden der Partei nahestehenden Gewerkschaften Federterre und Confederazione generale del lavoro gegründet. Der langjährige bürgerliche Ministerpräsident Giovanni Giolitti versuchte vor dem Ersten Weltkrieg mehrfach, den PSI in die Regierungsverantwortung einzubinden. Dies scheiterte 1901, weil die Mehrheit der Partei gegen einen solchen Schritt war. Im Jahre 1908 setzte sich eine dem deutschen Revisionismus verwandte Linie durch. Zunächst kam es zu einer Zusammenarbeit mit der bürgerlichen Linken.
Diese endete bereits 1912, als sich eine am revolutionären Syndikalismus orientierte Richtung durchsetze. Eine wichtige Rolle spielte dabei Benito Mussolini, der auch die Redaktion der Zeitung L’Avanti übernahm. Sein Vorgänger Bissolati wurde aus der Partei ausgeschlossen und gründete den Partito Socialista Riformista Italiano. Im Vorfeld des Ersten Weltkriegs blieb der PSI pazifistisch eingestellt. Zu den Kriegsbefürwortern trat neben einigen Reformsozialisten auch Mussolini über. Dieser Positionswechsel war der Anlass, ihn aus der Redaktion des Parteiorgans auszuschließen und ihn seiner Funktionärsposten zu entheben. Mussolini gründete 1914 eine eigene Zeitschrift namens Popolo d’Italia („Italienisches Volk“), woraufhin er im November 1914 aus dem PSI ausgeschlossen wurde. In der Folgezeit entwickelte sich der spätere faschistische Diktator zu einem erbitterten Gegner des Sozialismus.

## Vom Ersten Weltkrieg bis zum Ende des Faschismus

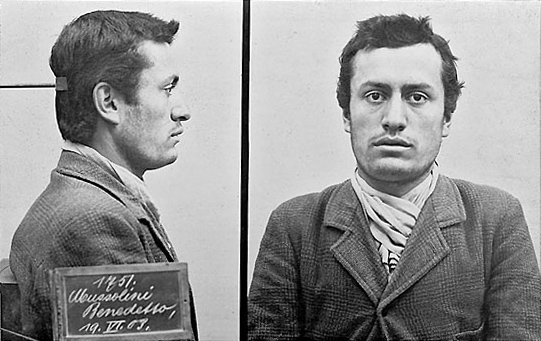
Schweizer Polizeifotos von Benito Mussolini, bis 1914 sozialistischer Funktionär und Journalist, ab 1922 faschistischer Regierungschef Italiens

Unter dem Parteivorsitz von Filippo Turati wurde die Partei während des Ersten Weltkriegs und auch danach von schweren ideologischen Flügelkämpfen zerrüttet. Im Jahr 1917 ging der größte Teil der sozialistischen Abgeordneten in das Lager der Kriegsbefürworter über, während die Parteiführung den Krieg weiterhin ablehnte. In der unmittelbaren Nachkriegszeit nahmen in Italien die sozialen Spannungen zu und es kam zu einer Welle von teilweise gewalttätigen Streiks, später auch von Land- und Fabrikbesetzungen. Im PSI verschärften sich die Konflikte zwischen dem reformistischen und dem revolutionären Flügel. Im letzteren gewannen kommunistische Einflüsse stark an Boden. Bei den Wahlen von 1919 errangen der PSI und der katholische PPI die größte Zustimmung. Allerdings zeigte sich der PSI gegenüber Koalitionen mit dem PPI und auch den Liberalen abgeneigt. Innerhalb der Partei wurden, auch unter den Repressionen des sich durchsetzenden Faschismus, die Spannungen so groß, dass sich 1921 der PCI um Amadeo Bordiga, Antonio Gramsci und Palmiro Togliatti vom PSI abspaltete.
In den ersten Jahren der faschistischen Herrschaft waren die Oppositionsparteien noch nicht verboten und der PSI konnte sich so an den Wahlen vom Mai 1924 beteiligen, auch wenn durch das neue Wahlgesetz die (relativ) stimmenstärkste Partei, in diesem Falle Mussolinis PNF, automatisch zwei Drittel der Sitze erhielt. Am 10. Juni 1924 wurde der sozialistische Abgeordnete Giacomo Matteotti, der faschistische Übergriffe angeprangert und die Opposition zu einem gemeinsamen Vorgehen aufgerufen hatte, von Faschisten entführt und nach einiger Zeit ermordet. Dieses Vorgehen löste auch im bürgerlichen Lager Empörung aus. Die Opposition verließ aus Protest geschlossen das Parlament. Dies bedeutete freilich auch ihre parlamentarische Selbstausschaltung. Der Mord an Matteotti wurde der Beginn der eigentlichen Verwandlung Italiens in einen faschistischen Staat, in dessen Zuge auch PSI und KPI zwangsaufgelöst und einige ihrer führenden Politiker verhaftet wurden.

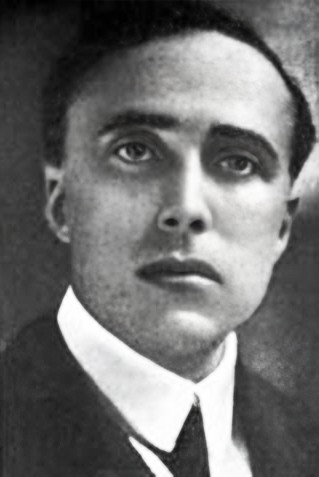
Giacomo Matteotti, sozialistischer Parlamentarier, wurde 1924 von Mussolinis Faschisten ermordet.

Einige Zeit später wurde den Abgeordneten ihre Mandate aberkannt und führende Politiker der Opposition gingen ins Exil. Der PSI schloss sich dem 1927 in Paris gegründeten Bündnis der Oppositionsparteien Concentrazione Antifascista an. Deren Ziel war es, die internationale Öffentlichkeit über die Politik Mussolinis aufzuklären. Generalsekretär wurde der Sozialist Pietro Nenni. Nachdem mit der Beilegung der Sozialfaschismusthese die große Blockade zwischen den beiden linken Parteien verschwand, vereinbarten PCI und PSI im Jahr 1934 eine Aktionseinheit. Innerhalb Italiens spielte der PSI jedoch (wie auch die restlichen Oppositionsparteien) zunächst keine Rolle.
Die von der Bevölkerung wenig begeistert aufgenommene Beteiligung am Zweiten Weltkrieg, ausbleibende Kriegserfolge, zahlreiche Verluste sowie weitergehende und schärfere Repressionen gegenüber Oppositionellen und Juden führten ab 1942 dazu, dass die antifaschistische Opposition auch im Land selbst wieder tätig werden und auf Rückhalt in der Bevölkerung zählen konnte. Sozialistische und kommunistische Betriebszellen organisierten im März 1943 in den norditalienischen Industriezentren Mailand und Turin Streiks. Die Anhänger des PSI beteiligten sich an der nun stärker werdenden Resistenza. Nach dem Sturz Mussolinis und der Verkündung des Waffenstillstands am 8. September 1943 begann in den nicht von den Deutschen besetzten Gebieten die Reorganisation der Partei. Zusammen mit der KPI forderte der PSI unter Nenni einen radikalen Umbau des Staates. Auf Geheiß Stalins vertagte der KPI, anders als der PSI, diese Frage in die Zeit nach dem Krieg. In der Allparteienregierung des Reformsozialisten Ivanoe Bonomi war auch der PSI 1944/45 vertreten.

## Von der Aktionsfront mit der PCI zur Koalition mit der DC
In den Nachkriegsjahren firmierte die sozialistische Partei zunächst unter dem Kürzel PSIUP. Diese war zunächst die stärkste der nichtkommunistischen Linksparteien. Nahe standen ihr der Gewerkschaftsbund UIL und die einflussreiche Turiner Tageszeitung La Stampa. Die Aktionseinheit mit dem PCI wurde bekräftigt und die Partei erkannte die Führungsrolle der UdSSR an. Für etwa zehn Jahre stand sie in enger Abhängigkeit von der PCI. Dies diente auch dazu, die Wähler und Intellektuellen zu binden, die nicht direkt für die Kommunisten stimmen wollten. Diese Linksorientierung führte zur Abspaltung des sozialdemokratisch-reformistisch orientierten Flügels, der sich 1947 als PSLI (seit 1952 PSDI) organisierte. Unter dem Vorsitz von Giuseppe Saragat berief er sich auf die Tradition des Risorgimento. Diffamiert als „Arbeiterverräter“ blieb die Partei eine Minderheitengruppierung.
Das Ziel, bei den Wahlen 1948 eine absolute Mehrheit der Democrazia Cristiana zu verhindern, führte zur Gründung einer Volksfront von PCI und PSIUP und einer Einheitsliste gegen die „kapitalistische Restaurierung“. Dieses Bündnis erzielte 31 % der Wählerstimmen und unterlag damit der DC, die eine absolute Mehrheit erzielen konnte. In der zweiten Hälfte der 1950er Jahre distanzierte sich Nenni als Führungsfigur der nun wieder PSI genannten Sozialisten vom PCI. Dabei spielte die Niederschlagung der Aufstände in Ungarn und Polen im Jahr 1956 eine zentrale Rolle. Die Partei legte allmählich ihre revolutionären Ideen ab und vertrat nun stattdessen die Forderung nach gesellschaftlicher Veränderung durch soziale Reformen. Bis die Partei allerdings zu einer Regierungsbeteiligung mit der inzwischen geschwächten DC bereit war, bedurfte es noch langer parteiinterner Auseinandersetzungen. Erst 1962 wurde eine DC-geführte Regierung vom PSI im Parlament unterstützt. Im Jahr 1963 begann dann eine vornehmlich von der DC und dem PSI getragene Phase der Mitte-links-Koalitionen.

## Centro-Sinistra-Koalitionen

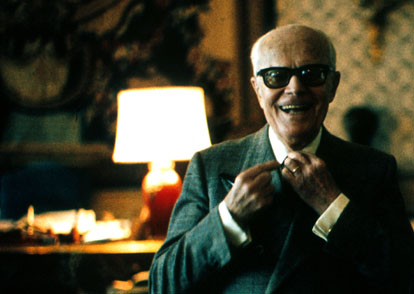
Sandro Pertini, italienischer Staatspräsident von 1978 bis 1985

Die Zeit der Centro-Sinistra-Koalitionen unter Führung der DC dauerten etwa ein Jahrzehnt. Zwischen 1963 und 1974 gab es insgesamt zwölf Regierungen, darunter neun Koalitionsregierungen, an acht davon waren auch die Sozialisten beteiligt. Eine Folge der Regierungsbeteiligung war 1964 die Abspaltung des radikalen Flügels als PSIUP (Partito Socialista Italiano di Unità Proletaria/Italienische Sozialistische Partei der Proletarischen Einheit), die 1974 im PCI aufging. Auf der anderen Seite kam es 1966 zur Wiedervereinigung des PSI und der PSDI, diese Partei nannte sich danach zeitweilig PSU (Partito Socialista Unitario/Vereinigte Sozialistische Partei). Der Zusammenschluss wurde von den Wählern nicht honoriert und der PSU schnitt bei den Wahlen von 1968 schlechter ab als zuvor. Die Schwächung bedeutete eine Verschärfung der Spannungen in der Koalition. Bereits 1969 kam es auch vor dem Hintergrund sozialer Proteste und der Studentenbewegung zu weiteren Spaltungen der Sozialisten. In der Zeit der Regierungsbeteiligung geriet auch der PSI in das System des Klientelwesens bis hin zu Mafiakontakten.
Nach 1972, unter Führung des neuen Vorsitzenden Francesco De Martino, hatte der PSI versucht, einen Kurs zwischen Regierungsbeteiligung und Opposition zu gehen. Zum Teil versuchte die Partei den PCI, der sich vom Sowjetkommunismus und revolutionären Ideen zugunsten des Eurokommunismus abgewandt hatte, links zu überholen und zunehmend kam es auf lokaler Ebene zu einer Zusammenarbeit mit den Kommunisten. Bei den Wahlen von 1972 kam der PSI nur noch auf 9,6 %. Der PCI verbesserte sich dagegen von 26,9 % (1968) auf 34,4 % (1976). Der PCI war nunmehr die eindeutig führende Kraft der Linken und immer stärker waren die Regierungen auf deren Unterstützung angewiesen.

## „Goldene Jahre“ und Zerfall

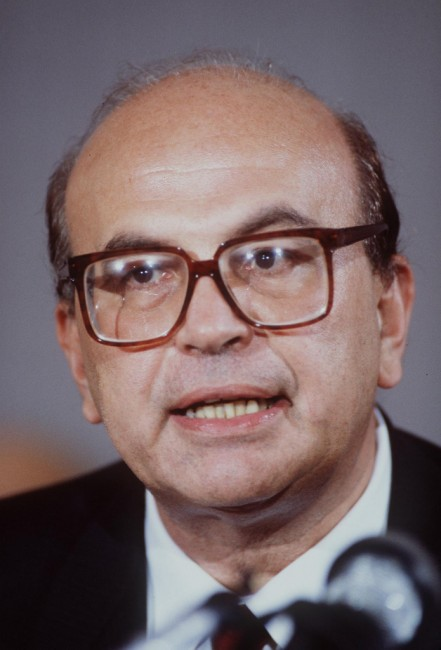
Bettino Craxi, PSI-Parteisekretär und von 1983 bis 1987 italienischer Ministerpräsident

Seit 1976 war Bettino Craxi Generalsekretär der Partei. Unter seiner Führung schlug die Partei einen sozialdemokratischen Kurs ein. Nach einer kurzen Zwischenphase, in der die DC-geführten Regierungen gestützt vom PSI regierten, kam es 1979 unter Francesco Cossiga zu einer Neuauflage der Mitte-links-Bündnisse unter Einschluss des PSI und der Liberalen. Vor diesem Hintergrund wurde Sandro Pertini erster sozialistischer Präsident der Italienischen Republik. Im Jahr 1981 gab es zum ersten Mal mit Giovanni Spadolini einen nicht-christdemokratischen Regierungschef. Ihm folgte 1983 mit Bettino Craxi ein Sozialist. Dieser stand wie sein Vorgänger einer Koalition aus fünf Parteien (Pentapartito) vor. Er war vier Jahre im Amt, was eine im Nachkriegsitalien sehr lange Regierungszeit darstellt. Nach 1987 verlor der PSI die Regierungsführung wieder an die DC.
Im Jahre 1992 verdichteten sich Beweise für eine breite Verstrickung der Partei in ein System der Korruption. Am schwersten und klarsten waren die Vorwürfe gegen Craxi im Schmiergeldskandal Mani pulite (Saubere Hände). Die Partei versuchte vergeblich durch einen Wechsel vom Vorsitzenden Craxi zu Giorgio Benvenuto Vertrauen zurückzugewinnen. Bei den vorgezogenen Neuwahlen 1994 fiel sie mit 2,2 % auf den Status einer Splitterpartei zurück. Craxi floh ins Exil und starb im Jahr 2000 in Tunesien, nachdem er von italienischen Gerichten in Abwesenheit mehrfach verurteilt worden war.

## Nachfolge
Am 12. November 1994 löste sich der PSI auf. Ihre unmittelbare Nachfolge traten die Socialisti Italiani (SI) unter Enrico Boselli und der Partito Socialista Riformista (PSR) unter Fabrizio Cicchitto an.
Immer wieder gab es mehr oder weniger erfolgreiche Versuche, den PSI unter ähnlichem Namen wiederzubeleben, so den 1996 gegründeten Partito Socialista (PS) von Gianni De Michelis; die Socialisti Democratici Italiani (SDI), die 1998 die SI ablösten; den Partito Socialista – Nuovo PSI (NPSI), in der 2001 den PS sowie die Lega Socialista von Claudio Martelli und Bettino Craxis Sohn Bobo aufgingen. Von der NPSI spalteten sich 2006 die Socialisti Uniti (SU) um Bobo Craxi und Saverio Zavettieri ab.
Mehrere dieser Parteien und Gruppierungen – darunter die SDI, ein Teil des NPSI mit Martelli und ein Teil der SU mit Bobo Craxi – fusionierten 2007 zur Partito Socialista, die sich 2009 in Partito Socialista Italiano umbenannte. Seither gibt es wieder eine PSI unter dem historischen Namen, die jedoch bei Weitem nicht an die Bedeutung ihres Vorbildes anknüpfen konnte: Bei der Parlamentswahl 2008 erhielt sie 0,98 % der Stimmen; bei den folgenden Wahlen trat sie nicht mehr selbstständig an, sondern im Bündnis mit anderen Parteien (2013 mit der Partito Democratico, was ihr 4 Abgeordneten- und 3 Senatssitze einbrachte; 2018 mit der grün-linken Liste Insieme, was der PSI je einen Sitz pro Parlamentskammer bescherte). Diese wiederbelebte PSI wird seit 2008 von Riccardo Nencini geführt.
Viele ehemalige PSI-Politiker sind aber einen anderen Weg gegangen und haben sich seit 1994 Parteien angeschlossen, die sich nicht ausdrücklich als sozialistisch oder sozialdemokratisch bezeichnen. Diese bezeichnet man in der italienischen Presse und Politikwissenschaft als „sozialistische Diaspora“.
Eine große Gruppe ehemaliger PSI-Mitglieder (z. B. Renato Brunetta, Franco Frattini, Giulio Tremonti) ging zur Partei Forza Italia (FI) von Silvio Berlusconi, obwohl diese eher eine Mitte-rechts-Partei mit liberalen, konservativen und populistischen Elementen war. Berlusconi hatte bereits zuvor als Unternehmer ein enges Verhältnis zur PSI unter Bettino Craxi gehabt. Ab ca. 1999 wechselte aber auch eine Reihe von Politikern zu Forza Italia, die sich ausdrücklich auf sozialdemokratische oder sozialistische Traditionen (im Sinne des PSI) beriefen, z. B. Fabrizio Cicchitto, Maurizio Sacconi und Stefania Craxi (die Tochter von Bettino). Von 2003 bis 2011 gab eine Gruppe von „Liberal-Sozialisten“, die vom PSI zur FI gewechselt waren (u. a. Valter Lavitola, Renato Brunetta, Paolo Guzzanti), eine Tageszeitung namens L’Avanti! heraus – eine offensichtliche Bezugnahme auf die einstige Parteizeitung des PSI. Die Forza Italia ging 2009 in der Mitte-rechts-Sammelpartei Il Popolo della Libertà (PdL) auf, die sich aber 2013 zurück in Forza Italia benannte. Mehrfach gab es Abspaltungen von FI/PdL, an denen auch ehemalige PSI-Mitglieder beteiligt waren, z. B. Futuro e Libertà per l’Italia (2010/11) und Nuovo Centrodestra (2013).
Auf der anderen Seite schlossen sich vormalige PSI-Mitglieder auch neuen Parteien des Mitte-links-Lagers an, namentlich der Federazione Laburista (FL) von Valdo Spini oder der sozialliberalen Alleanza Democratica (AD) mit Giorgio Benvenuto. Beide waren 1996 an der Gründung des Mitte-links-Bündnisses L’Ulivo beteiligt. Die Federazione Laburista fusionierte 1998 mit den zu Sozialdemokraten gewandelten Ex-Kommunisten des Partito Democratico della Sinistra zu den Democratici di Sinistra (DS). Die AD ging hingegen (mit der Zwischenetappe Unione Democratica) 1999 in I Democratici auf, aus denen wiederum 2002 La Margherita hervorging. Giuliano Amato, ein ehemaliges PSI-Mitglied, der ab 1994 parteilos war, aber L’Ulivo nahestand, war von 2000 bis 2001 Ministerpräsident einer Mitte-links-Koalition. Die beiden Hauptbestandteile des L’Ulivo-Bündnisses – DS und Margherita – fusionierten 2007 zur Mitte-links-Sammelpartei Partito Democratico (PD). Dieser traten auch einzelne SDI-Mitglieder wie Ottaviano Del Turco sowie der zuvor parteilose Amato bei.
Zwölf Jahre nach der Auflösung des PSI waren in der XV. Legislaturperiode (2006–08) von 1030 italienischen Abgeordneten im nationalen oder Europäischen Parlament 63 ehemalige PSI-Mitglieder. Davon gehörten 33 der Forza Italia an, 13 der SDI, 12 den Democratici di Sinistra, zwei dem Movimento per le Autonomie (MpA) sowie je einer dem Nuovo PSI und der Unione di Centro (UdC), einer war parteilos.